# Rhodiola angusta
Rhodiola angusta là một loài thực vật có hoa trong họ Crassulaceae. Loài này được Nakai miêu tả khoa học đầu tiên năm 1914.